# Königsberg (Gemeinde Aspangberg-St. Peter)
Königsberg ist eine Streusiedlung in der Gemeinde Aspangberg-St. Peter in Niederösterreich.

## Geografie
Die ausgedehnte Streusiedlung nordöstlich von Aspang-Markt besteht aus mehreren Einzellagen.

## Geschichte
Laut Adressbuch von Österreich waren im Jahr 1938 in Königsberg drei Schuster und mehrere Landwirte ansässig. Weiters gab es eine Pappenfabrik.